# Ferdinand Cuvelier
Ferdinand (Nand) Jozef Albert Paula Cuvelier (Gent, 28 april 1932 - Zottegem, 23 december 2017) was een Belgisch sociaal-psycholoog, filosoof, psychodramaturg, relatiepsychotherapeut, trainer en opleider (lic. Wijsbegeerte, lic. Theologie, dr. Psychologie). Hij is vooral gekend als oprichter van de Relatie Studio te Gent, medeoprichter van de interactie-academie te Hove, auteur van ‘de stad van axen’ en bedenker van de axenroos. Hij overleed op 85-jarige leeftijd op 23 december 2017 te Zottegem.

## Biografie

### Jeugd en scholing
Ferdinand Cuvelier werd geboren op 28 april 1932 te Gent als zoon van prof. dr. B.V.J Cuvelier (doctor in de voedingsleer) en Paula Blyau (kunstschilderes en beeldhouwster).
Hij volbracht zijn humaniora in het Sint–Barbara, Jezuïeten-college te Gent. In 1950 deed hij zijn intrede bij de jezuïeten en volgde aansluitend een licentiaatsopleiding in de wijsbegeerte. Als jezuïet was hij onder andere werkzaam in Bukavu (Congo) tussen 1958 en 1961.
Hij werd licentiaat in de theologie in 1964. Op een congres in Parijs ontmoette hij Jacob Moreno, creator van het psychodrama, door wiens methodiek hij zich erg aangesproken voelde. Later bouwde hij deze uit voor zijn trainings- en therapiedoeleinden.
Hij werd licentiaat in de psychologie in 1967. Tussen 1967-1971 werkte hij als vorser bij de Katholieke Universiteit Leuven waar hij als participerend observator het psychiatrisch behandelingssysteem van pleeggezinnen in Geel (Openbaar Psychiatrisch Zorg- en kenniscentrum) bestudeerde. In 1974 werd hij Doctor in de sociale psychologie met het proefschrift: “De interactie tussen de psychiatrische patiënt en het Geelse pleeggezin”.

### Interactie Academie
In 1971 richtte Ferdinand Cuvelier, samen met onder andere Annie Mattheeuws, de Interactie Academie te Hove op. Hij realiseerde in die pioniersjaren minstens 750 uren training per jaar, hij was afgevaardigde bestuurder en bedacht het logo. Het model waarin hij zich situeerde was relationeel in de diadische betekenis van het woord, relaties werden bekeken als ontmoetingen (zowel plezierige als onaangename) tussen twee mensen of instanties die zich gelijk of verschillend op die relationele dimensies positioneren. Deze optiek ontleende Cuvelier aan zijn grote inspirator, Timothy Leary, de Amerikaanse psycholoog. In 1975 verliet hij de Interactie Academie.

### Relatie-Studio
In 1978 richtte Ferdinand Cuvelier de Relatie-Studio te Gent op. Hij bouwde het samen met zijn team uit tot een vormingscentrum.
De Relatie-studio werd erkend door de Vlaamse gemeenschap en gesubsidieerd als vormingsinstelling voor volwassenen met als specialisatie: de tussenmenselijke omgang en relaties.
Tevens was het een bijscholingscentrum waar bedrijven (bv. Volvo, Bekaert en Sidmar), VRT, vakbonden, zorginstellingen, socio-culturele en jongerenorganisaties (bv. de Scouts) graag beroep op deden.
De Relatie-Studio was ook een gekend opleidingscentrum voor Vlaamse en Nederlandse relatietherapeuten, relatieconsulenten, psychodrama- en eutoniebegeleiders, human resources verantwoordelijken, enz.
Ook in het onderwijs werd het gedachtegoed van Ferdinand Cuvelier geïmplementeerd. In 1994 werden zijn achtergronden en didactieken opgenomen in de eindtermen “sociale vaardigheden” voor de basisschool en het middelbaar onderwijs.
Als psychotherapeutisch begeleider en opleider integreerde hij verschillende stromingen tot een coherent geheel. Dit concept werd aangewend voor de begeleiding van personen, koppels en systemen. Daarbij stonden de relaties tussen mensen, met elk hun eigenheid, steeds centraal. De Relatie-Studio groeide uit tot een plek waar mensen hun eigen weg zochten om kwaliteitsvol te functioneren binnen een steeds complexer wordende maatschappij.

### Maslow-prijs
In 2012 ontvangt Ferdinand Cuvelier de Maslow-prijs voor de meest grensverleggende psychotherapeut in Vlaanderen.

## Gedachtegoed

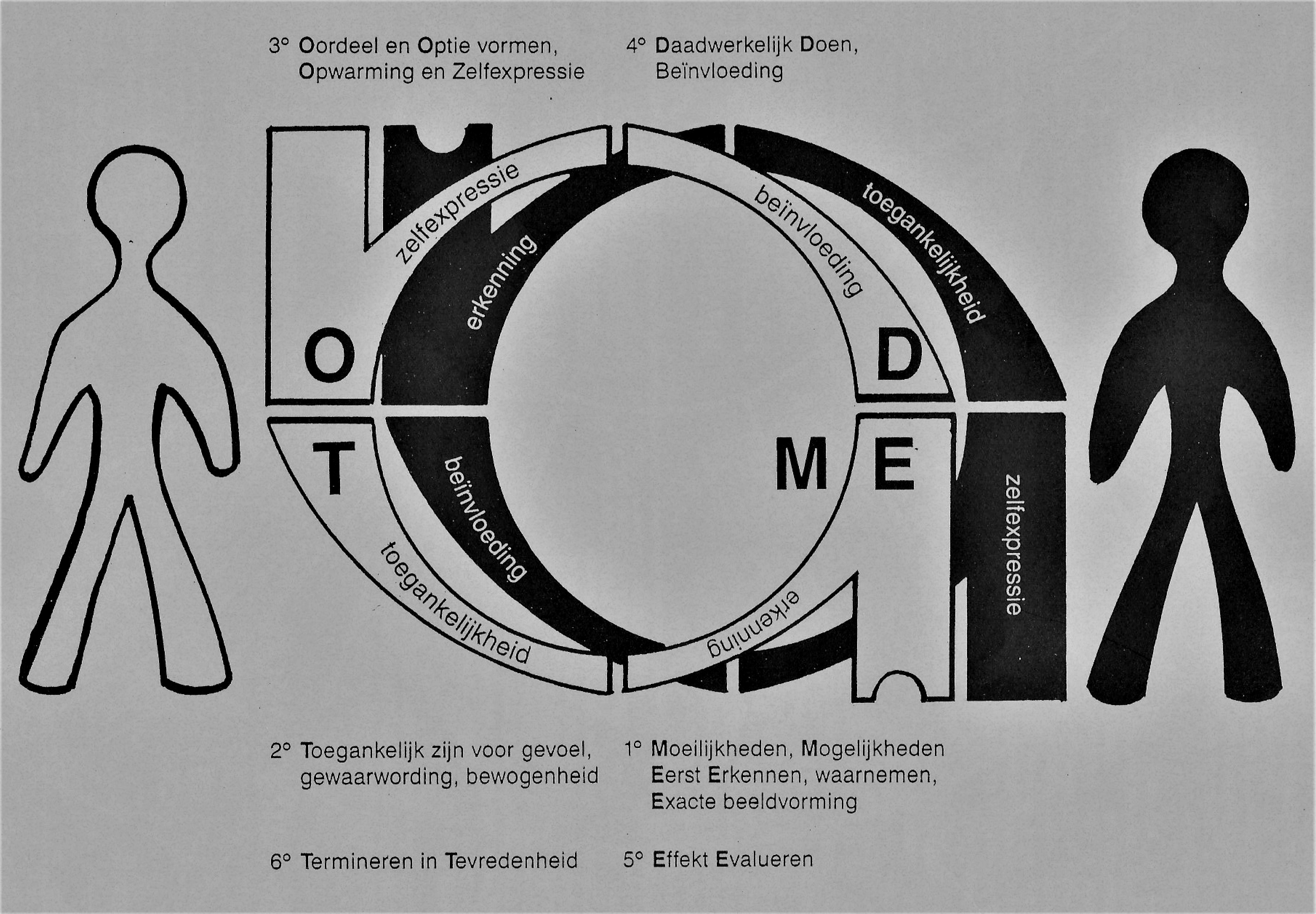
Bejegeningsmethode

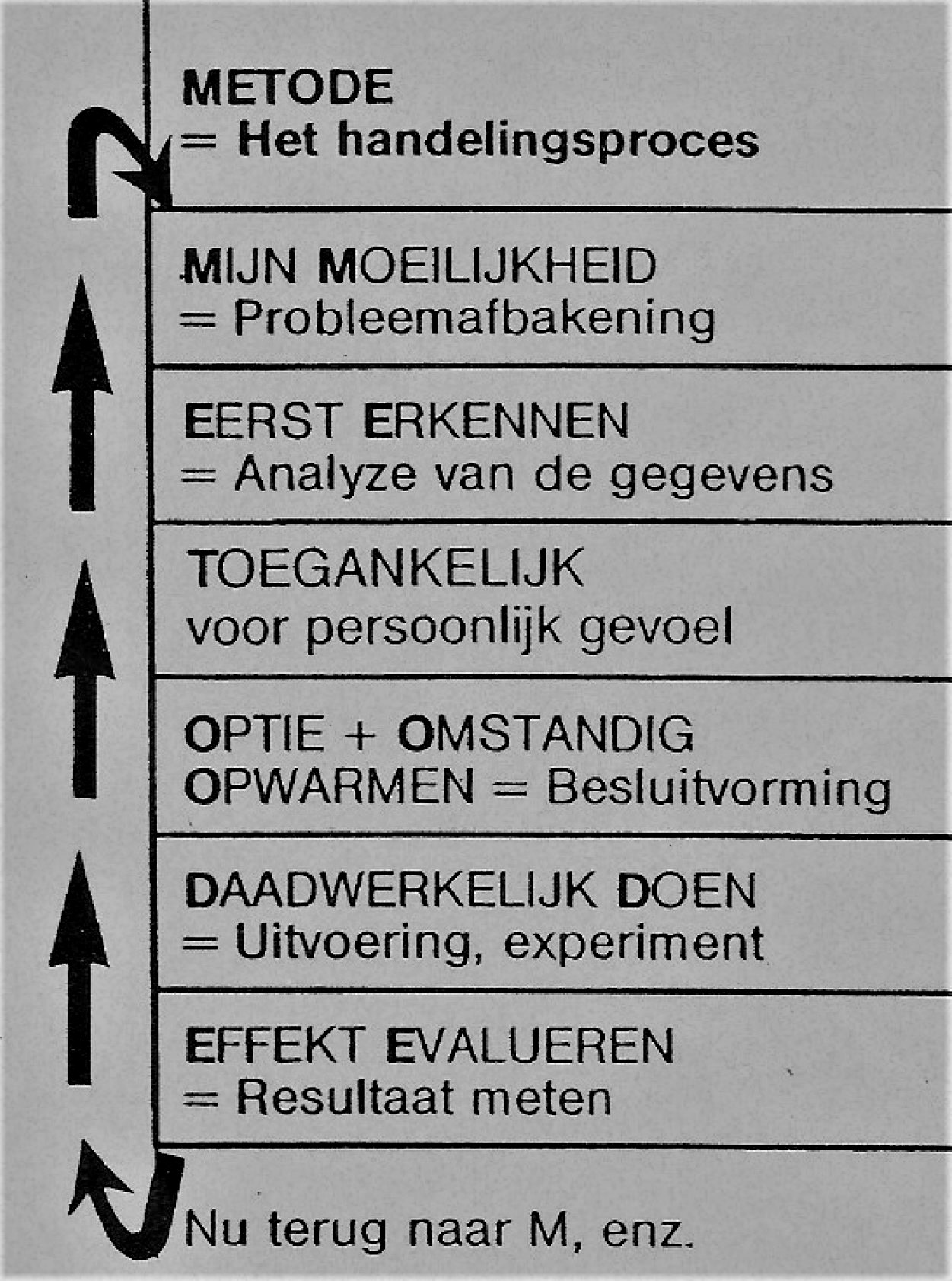
Metode

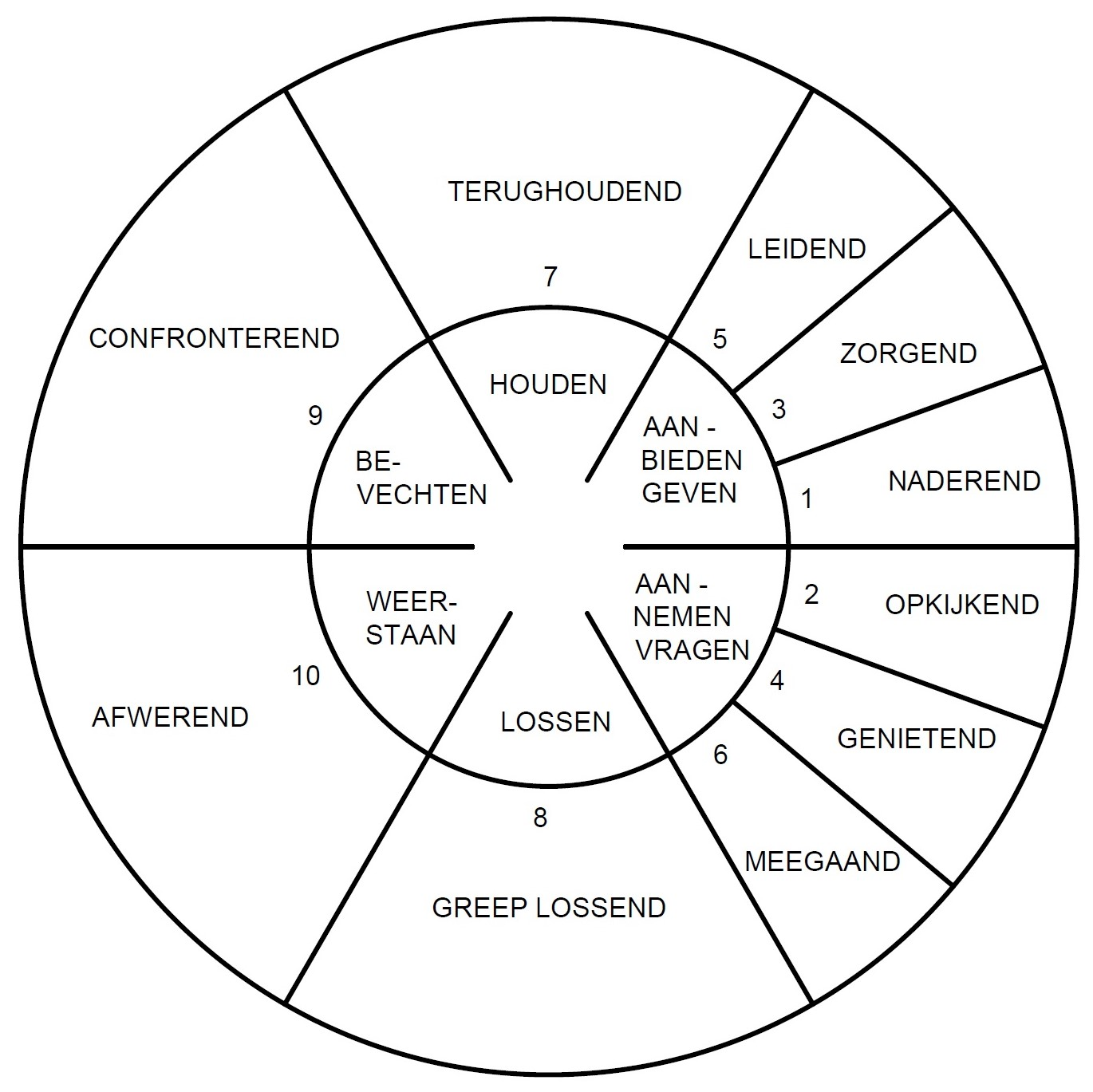
Axenroos
De axenroos is een instrument dat Ferdinand Cuvelier, na jarenlange observatie en onderzoek in het kader van zijn doctoraat, ontwikkeld heeft om het tussenmenselijk gedrag te situeren, te analyseren en te optimaliseren. Dit instrument maakt het mogelijk om gezonde en ongezondere interactiepatronen te onderscheiden en veranderingen (indien nodig) te initiëren. Het is o.a. gebaseerd op het idee van de antropoloog Mauss dat de tussenmenselijke communicatie een uitwisselingsproces is.
Bejegeningskringloop
De bejegeningskringloop schetst een overzicht van de verschillende vermogens die in het contact met onszelf en de buitenwereld een functie hebben: de waarneming, de gewaarwording, het denken en het gedrag. Vanuit verschillende wetenschappen en sociaalpsychologische inzichten wordt een leidraad geboden om die vermogens beter te hanteren.

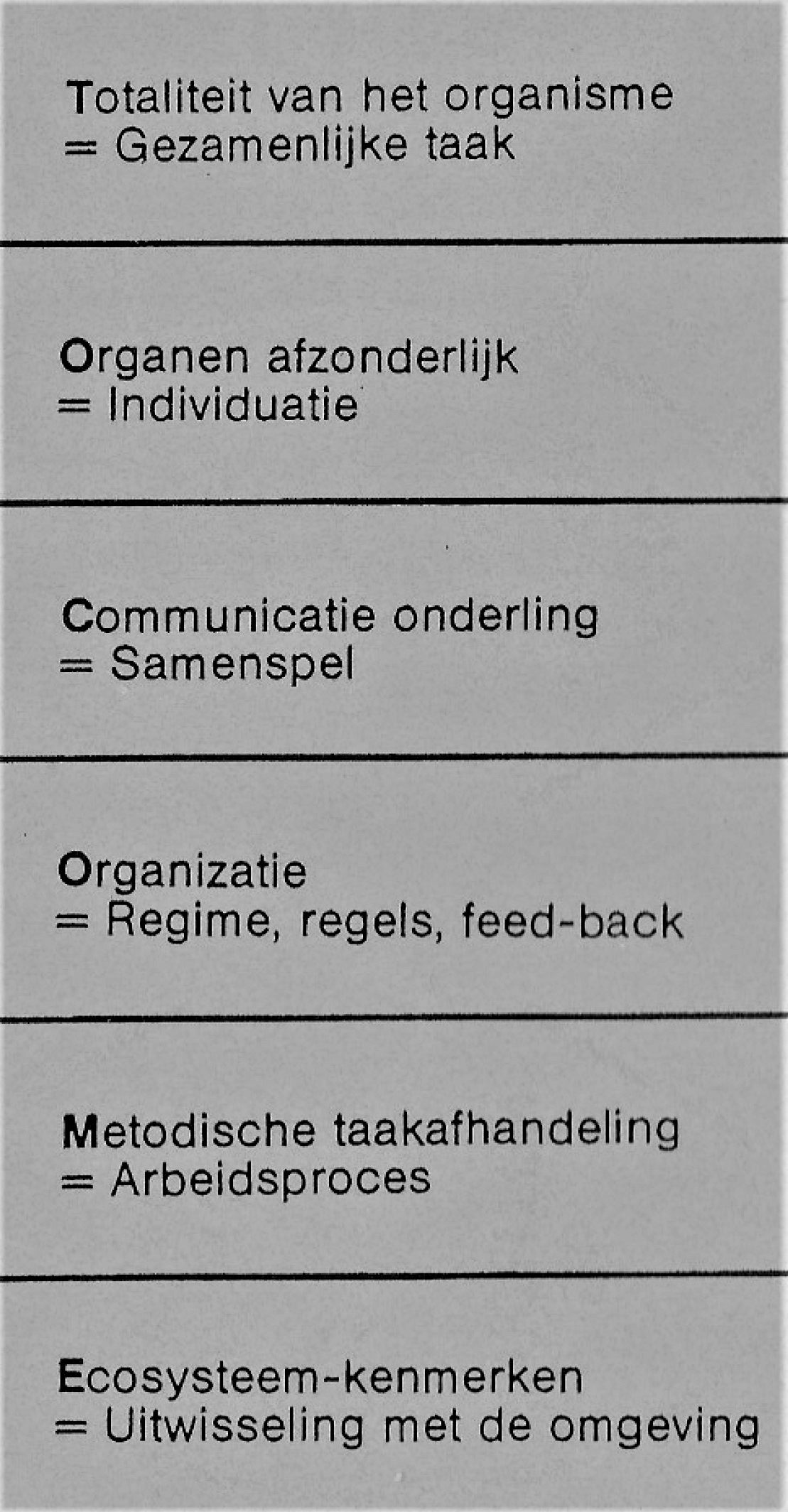
Tocome
De werking van de sociale organismen (gezinnen, teams, groepen,…) wordt hier belicht vanuit de inzichten uit de organismische leer waarbij het levende centraal staat en niet vanuit voorgeprogrammeerde instructie. De verschillende componenten worden in dit letterwoord weergegeven.
Metode
Dit instrument biedt een inzicht in de verschillende fasen van een bedding voor een kwaliteitsvoller handelingsproces.
Interactiecirkel
De dialoog is het moment waardoor ontmoetingen gestalte krijgen, men tot wederzijds begrip kan komen of juist naast elkaar heen praat, waar communicatie verhelderend werkt of tot verwarring leidt, waar conflicten al of niet kunnen worden beslecht. Ferdinand Cuvelier verduidelijkte deze processen minutieus en gaf daarbij handgrepen om de dialoog te optimaliseren.

### Boeken
Naast diverse artikelen in het Tijdschrift voor Relatieontwikkeling en cursusteksten voor de opleidingen ‘Psychodrama’ en ‘Relatieconsulent’ was Ferdinand Cuvelier redactielid (10 jaar) van het Nederlands ‘Tijdschrift voor Psychotherapie’.
- F. CUVELIER, La famille nourricière de Geel comme micro-société thérapeutique, in: L’Information psychiatrique, 52, 8, octobre, p. 915-930, 1976
- F. CUVELIER, De Stad van Axen. Gids bij menselijke relaties, Pelckmans, 1976
- F. CUVELIER, Omgaan met zichzelf en met elkaar, De Nederlandse Boekhandel, 1983
- F. CUVELIER, Jezus Mysticus. Naar het herontdekte Tomas-evangelie, Pelckmans – Gottmer, 1990
- F. CUVELIER, APK (Algemeen Periodieke Keuring) voor je Relatie, Strengholt, 1996
- F. CUVELIER, e.a. Sociaal vaardig? Lieve deugd. Gids voor de basisschool. Die Keure, 1997
- F. CUVELIER, Verbondenheid. Het ontstaan van menselijke relaties, Pelckmans, 1998
- F. CUVELIER, De bejegening tussen jou en mij. Grondslagen van het omgaan met elkaar, Pelckmans, 2001
- F. CUVELIER, The city of axen. (red. Philippe Vrancken), vertaling van ‘De stad van axen’, AIHP Antwerpen, 2015
- F. CUVELIER, Vijf Zeven Vijf, haiku-bundel

### Haiku's
Ferdinand Cuvelier bracht ook een haikubundel uit, “Vijf Zeven Vijf”.